# Pásztor János emlékmúzeum
Pásztor János emlékmúzeum (deutsch János-Pásztor-Gedenkmuseum) war ein Museum in der ungarischen Hauptstadt Budapest. Es befand sich in der Szüret utca 15 im Stadtteil Gellérthegy im XI. Bezirk und diente dem Gedenken an den ungarischen Bildhauer János Pásztor (1881–1945).
Der Bildhauer János Pásztor und seine Ehefrau Amália ließen die zweistöckige Villa in der Szüret utca 1927 nach Plänen des Architekten Gyula Sváb bauen. Die Villa wurde als Atelier des Bildhauers und Wohnhaus bis zu seinem Tod im Jahr 1945 genutzt. Die Witwe versuchte 1947 und 1952, in dem Haus ein Gedenkmuseum einzurichten, was jedoch zunächst scheiterte. Erst im Oktober 1968 wurde das Gedenkmuseum eröffnet. Ausgestellt wurden Skulpturen des Bildhauers, Dokumente seines Lebens und sein Atelier. Das Museum bestand bis in die 1980er Jahre. Es wurde aufgelöst, weil das Museum der Ungarischen Arbeiterbewegung den Umbau des Gebäudes in ein pädagogisches Museum plante.